# Kleine Teichrose
Die Kleine Teichrose (Nuphar pumila) ist eine Pflanzenart aus der Gattung der Teichrosen (Nuphar) in der Familie der Seerosengewächse (Nymphaeaceae).

## Aussehen

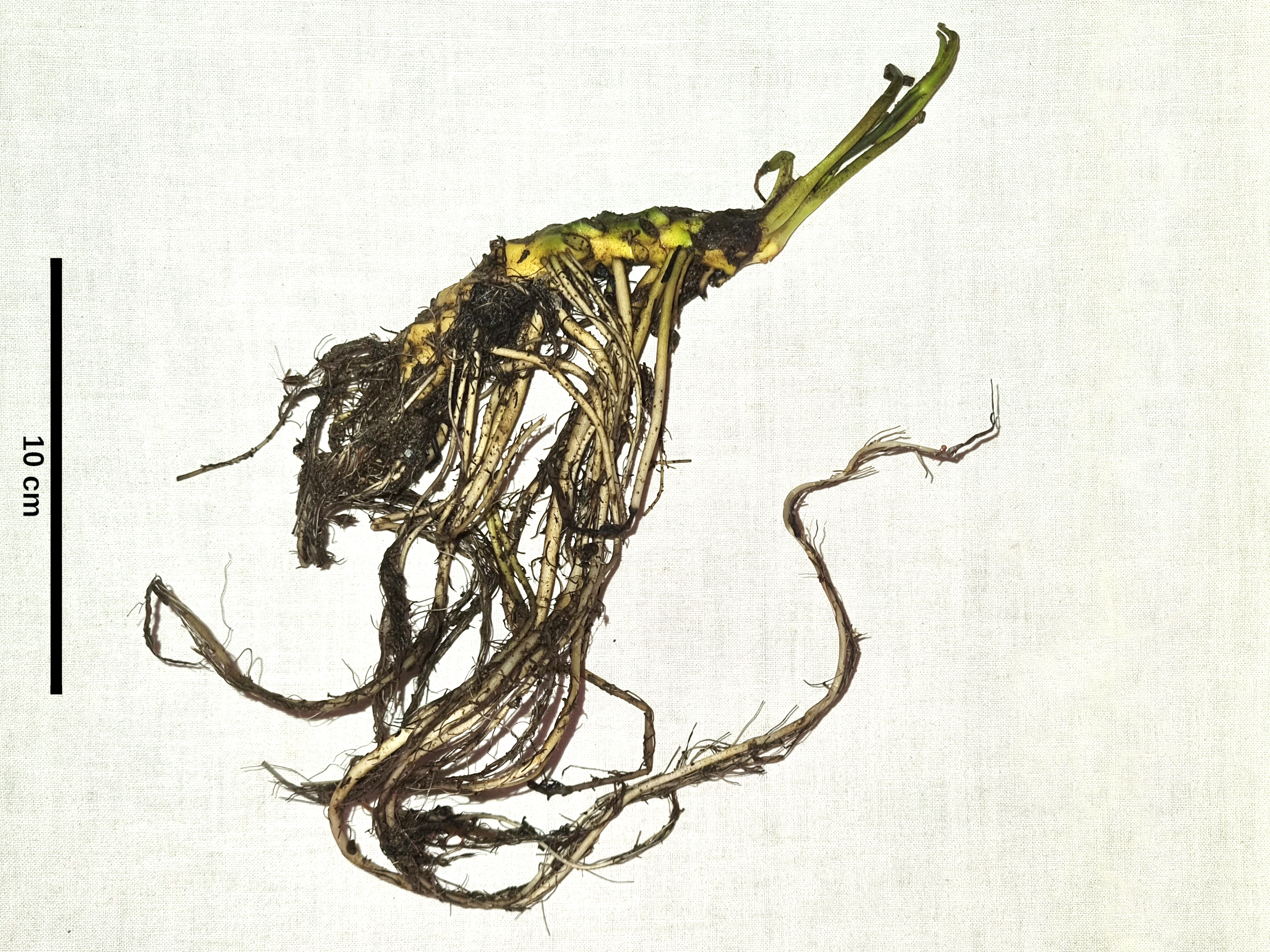
Nuphar pumila Rhizom mit Maßstabsleiste (10 cm)

Die Kleine Teichrose ist eine ausdauernde krautige Pflanze. Diese Wasserpflanze bildet Rhizome, die einen Durchmesser von 1 bis 3 cm aufweisen. Ihre Schwimmblätter ähneln denen der großen Teichrose, werden aber nur 5 bis 15 cm lang. Sie besitzen 11 bis 18 seitliche Blattadern. Die Blattunterseite ist unterschiedlich stark behaart. Es werden Unterwasserblätter ausgebildet.
Die gelben, schwach duftenden, zwittrigen, radiärsymmetrischen Blüten weisen geöffnet einen Durchmesser von 2 bis 3 cm auf. Die Kelchblätter sind gelb. Es sind viele spiralig angeordnete Kronblätter vorhanden. Die 37 bis 65 Staubblätter sind doppelt so lang wie breit. Die Staubbeutel sind 1 bis 6 mm lang. Der Pollen ist zu mehr als 90 % fertil. Die meist flache, sternförmige, wellige, am Rande deutlich buchtige Narbenscheibe misst 6 bis 8,5 mm im Durchmesser. Es sind sieben bis zwölf in den Rand auslaufende Narbenstrahlen vorhanden.
Die 1 bis 2 cm große Frucht ist im oberen Teil oft zu einer Seite hin gekrümmt. Die braunen Samen sind 3,5 bis 4 mm lang.
Die Blütezeit reicht von Juni bis September. Die Bestäubung findet durch Insekten statt. Die Ausbreitung der Früchte erfolgt durch Wasser.
Die Chromosomenzahl beträgt 2n = 34.

## Vorkommen und Verbreitung

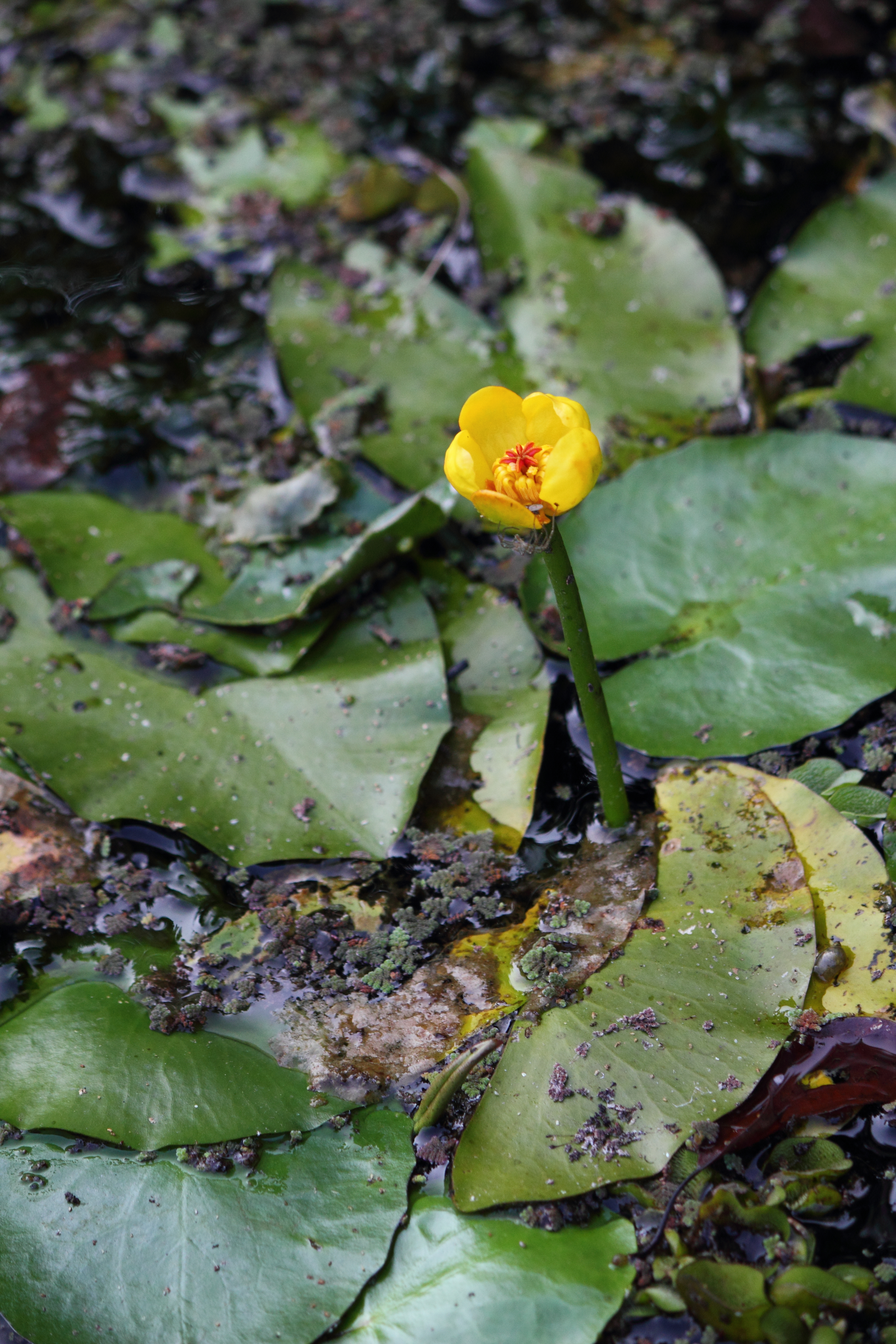
Kleine Teichrose (Nuphar pumila)

Die Kleine Teichrose besiedelt kühle, sauere und nährstoffarme, meso- bis oligotrophe Moor- und Gebirgsseen. Hier wurzelt sie in der Regel in 50 bis 150 (−350) cm Tiefe auf Torfschlammböden. Sie ist in Mitteleuropa eine Charakterart des Nupharetum pumili aus dem Verband Nymphaeion.
Die Art ist in den Gebirgen und ihren Vorländern der temperierten und zum Teil auch der warmtemperierten Zone, vor allem aber im kühlen und nördlich-temperierten Eurasien verbreitet.
In Skandinavien kommt die Kleine Teichrose hauptsächlich im nördlichen Teil vor, wo sie in Nordschweden bis 450 m, in Südnorwegen Höhenlagen bis 800 Meter zu finden ist. Im Osten Sibiriens dringt sie im Gebiet der Flüsse Olenegk, Jana und Indigirka zum Teil bis an die Grenze der Arktis vor. Das Teilareal im Süden Mitteleuropas ist hauptsächlich auf das Gebiet der nördlichen Alpen (hier bis 1700 m) und der Mittelgebirge beschränkt, vereinzelt ist die Art auch im Zentralmassiv in Frankreich anzutreffen. Die Vorkommen im Altai sind ebenso von submontanem Charakter. Möglicherweise kommt die Kleine Teichrose auch im Gebiet des unteren Jangtse (Anhwei, Chekiang) vor, doch sind die Angaben hierzu zweifelhaft.
In Mitteleuropa sind zwei deutlich voneinander getrennte Verbreitungsgebiete vorhanden. Die Vorkommen des südbaltischen Raumes reichen im Westen bis nach Mecklenburg, vereinzelt sind auch in Nordwestdeutschland einzelne Vorposten vorhanden; östlich der Oder ist die Art jedoch viel häufiger anzutreffen. Des Weiteren ist die Kleine Teichrose (meist perimontan) im Vorland der Sudeten, in Südböhmen und Mähren und im Waldviertel anzutreffen. Im nördlichen Alpenvorland sind einige zerstreute Vorkommen von Genf, Luzern und Zürich bis in das Gebiet von Bad Tölz zu finden. Im südöstlichen Randgebiet gibt es im Ossiacher See in Kärnten eine Population. Vereinzelt ist die Art innerhalb der Alpen anzutreffen, im größten Teil der Zentralalpen sowie in den gesamten Süd- und Westalpen fehlt sie jedoch. Weitere Vorkommen gibt es im südlichen Schwarzwald, in den Vogesen, in Lothringen und im Französischen Jura.
Die Kleine Teichrose schließt sich in Mitteleuropa vor allem Elementen der nordischen Tundren- und Moorflora an, die als Glazialrelikte in den Moränenlandschaften des nördlichen Alpenvorlandes sowie im nordöstlichen baltischen Tiefland vorkommen. Dies sind beispielsweise Betula nana, Carex chordorrhiza, Carex microglochin und Saxifraga hirculus.
Die meisten heutigen Fundorte liegen im Gebiet nordischer, bzw. alpiner Vergletscherung. Postglazial hat sich das Areal der Kleinen Teichrose in Mitteleuropa erheblich verkleinert.

## Systematik

### Synonyme
Nymphaea lutea L. var. pumila Timm, Nuphar shimadae Hayata, Nymphaea lutea subsp. pumila (Timm) Bonnier & Layens, Nymphaea pumila (Timm) Hoffmann.

### Unterarten
Man kann drei Unterarten unterscheiden:
- Nuphar pumila (Timm) DC. subsp. oguraensis (Miki) Padgett: Sie kommt in Japan in Honshu, Shikoku und Kyushu vor.[2]
- Nuphar pumila subsp. pumila (Syn.: Nuphar bornetii H.Léveillé & Vaniot, Nuphar minima (Willd.) Smith, Nymphaea lutea var. minima Willd.): Sie kommt in Europa, in Sibirien, Japan, im fernöstlichen Russland, in der Mongolei und in China vor.[2]
- Nuphar pumila subsp. sinensis (Handel-Mazzetti) D.Padgett (Syn.: Nuphar sinensis Handel-Mazzetti): Sie kommt in  den chinesischen Provinzen Anhui, Fujian, Guangdong, Guangxi, Hunan, Jiangxi und Zhejiang vor.[2]